# Saint-Martial-de-Valette
Saint-Martial-de-Valette (okzitanisch Sent Marçau de Valeta) ist eine französische Gemeinde mit 801 Einwohnern (Stand 1. Januar 2022) im Norden des Départements Dordogne in der Region Nouvelle-Aquitaine. Sie gehört zum Arrondissement Nontron, zum Kanton Périgord Vert Nontronnais und zum Gemeindeverband Périgord Nontronnais. Die Einwohner werden Saint-Martialais bzw. Saint-Martialaises genannt.

## Etymologie
Der Ortsname von Saint-Martial-de-Valette leitet sich ab vom Heiligen Martial (Sanctus Martialis) und dem okzitanischen valeta mit der Bedeutung kleines Tal.

## Geographie
Saint-Martial-de-Valette liegt einen Kilometer südwestlich von Nontron, 17 Kilometer nördlich von Brantôme und 37 Kilometer nördlich von Périgueux.
Der topographisch tiefste Punkt des Gemeindegebietes befindet sich mit 135 Metern über dem Meer am Bandiat bei Montagenet im Nordwesten, der höchste Punkt mit 266 Metern bei Brissoneau (Gemeinde Sceau-Saint-Angel) im Südosten. Die maximale Höhendifferenz beträgt somit 131 Meter.
Saint-Martial-de-Valette wird von folgenden sechs Gemeinden umgeben:
|                                                                | Saint-Martin-le-Pin                         | Nontron           |
| Lussas-et-Nontronneau                                          | Kompassrose, die auf Nachbargemeinden zeigt |                   |
| Mareuil en Périgord (vormals Champeaux-et-la-Chapelle-Pommier) | Saint-Front-sur-Nizonne                     | Sceau-Saint-Angel |

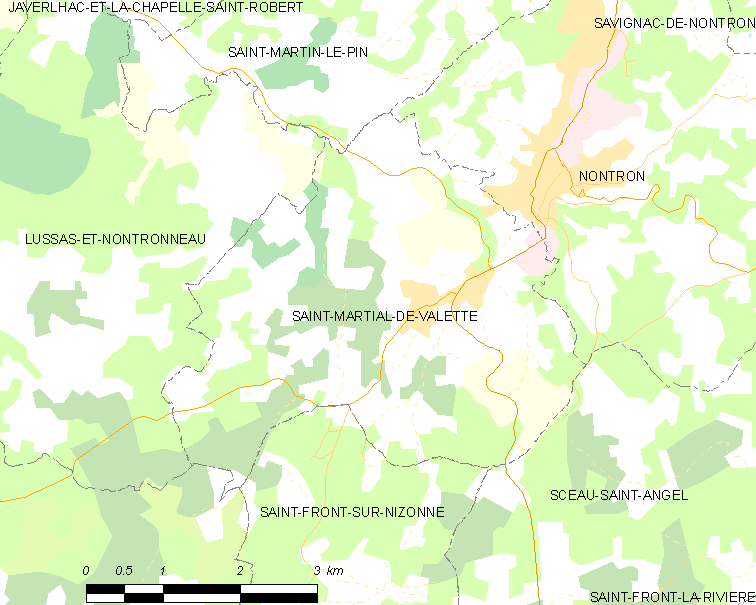
Lagekarte der Gemeinde Saint-Martial-de-Valette

Zum Gemeindegebiet von Saint-Martial-de-Valette gehören folgende Weiler, Gehöfte, Mühlen, Schlösser und Geländepunkte:
Beauséjour, Bellevue, Bois de chez Yonnet, Bourdelières, Chabans, Château Montcheuil, Chez Litte, Chez Yonnet, Combe Falide, Fargeas, Grolhier, Hautes Roches, La Guizardie, Lage, Le Claud, Le Cluzeau, Le Grand Breuil, Le Grand Lac, Le Grand Malibas, Le Moulin de Rouchillou, Le Petit Breuil, Le Petit Claud, Le Petit Malibas, Le Petit Saint-Martin, Le Refuge, Le Sorbier, Les Bouges, Les Champs, Les Durands, Les Îles, Les Landes, Les Pelades, Les Prades, Les Perrières, Les Rapines, Lord, Maison Brulée, Massonneau, Montagenet, Moulin de Fauran, Naudonnet, Pas de Bœuf, Puy David, Puyfaiteau, Rapevache, Ribièras und Sabouret.

### Verkehrsanbindung
Durch Saint-Martial-de-Valette verläuft die D 675 von Nontron nach Brantôme und weiter nach Périgueux. Von ihr zweigen in der Nähe des Ortskernes die D 75 in Richtung Angoulême und die D 708 ab; Letztere spaltet sich vor Verlassen des Gemeindegebiets in die D 95 nach Mareuil und in die D 84 nach Verteillac auf.
Durch den Nordteil der Gemeinde führte einst die mittlerweile stillgelegte Bahnstrecke Quéroy-Pranzac–Thiviers.

### Bodenbedeckung

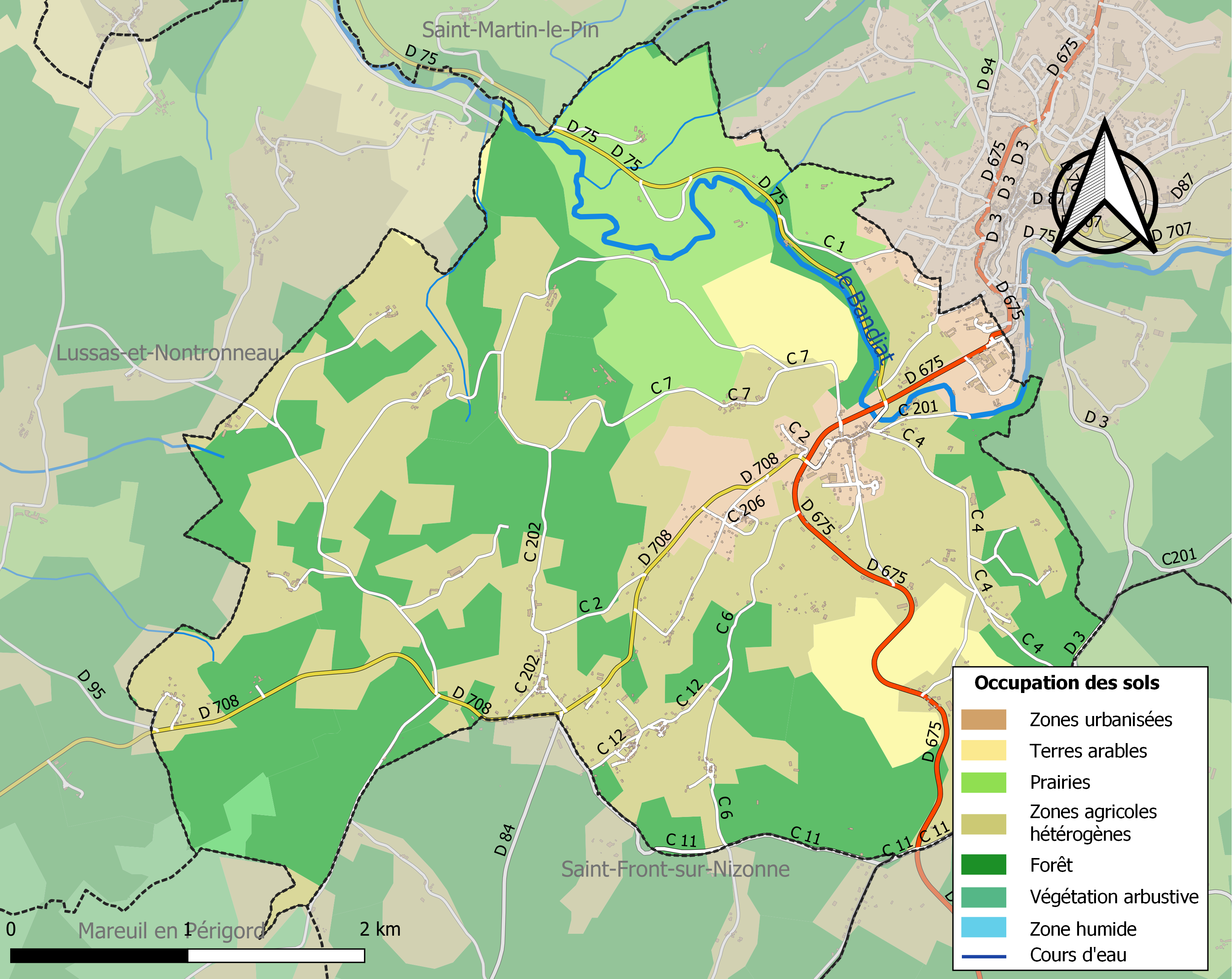
Bodenbedeckung in Saint-Martial

Die Bodenbedeckung der Gemeinde Saint-Martial-de-Valette schlüsselt sich im Jahr 2018 gemäß der europäischen Datenbank CORINE Land Cover (CLC) wie folgt auf:
- heterogene landwirtschaftliche Nutzung – 39,9 %
- Wälder – 35,6 %
- Wiesen – 11,8 %
- Ackerland – 6,5 %
- bebaut – 4,4 %
- Industrie, Handel, Verkehrswege – 1,2 %
- Gebüsch und/oder Kräuterbewuchs – 0,6 %.

Die landwirtschaftliche Nutzung steht eindeutig im Vordergrund, sie ist aber für die rein landwirtschaftliche Nutzung (bestehend aus heterogener Landwirtschaft inklusive Wiesen und Ackerland) von 59,5 % im Jahr 1990 auf 58,2 % im Jahr 2018 zurückgegangen.

## Klima
Saint-Martial-de-Valette besitzt ein abgeschwächtes ozeanisches Klima, das sich durch folgende Parameter auszeichnet:
| Klimaparameter im Zeitraum 1971-2000 - Jahresmittel: 11,9 °C - Anzahl der Tage unter −5 °C: 4,6 - Anzahl der Tage oberhalb 30 °C: 7,6 - Maximum im Tages-Temperaturunterschied: 15,1 °C - Jahresniederschlag: 970 mm - Niederschlagstage im Januar: 12,7 - Niederschlagstage im Juli: 7,1 |

Durch den Klimawandel zeichnen sich Erhöhungen im Jahresmittel ab, die sich bereits auch bemerkbar machen. So ist beispielsweise an der 60 Kilometer entfernten Wetterstation am Flughafen von Limoges-Bellegarde das langjährige Jahresmittel von 11,2 °C für 1971-2000 über 11,4 °C für 1981-2010 auf 11,8 °C für 1991-2020 angestiegen – ein Zuwachs um 0,6 °C innerhalb von 20 Jahren.

## Hydrographie

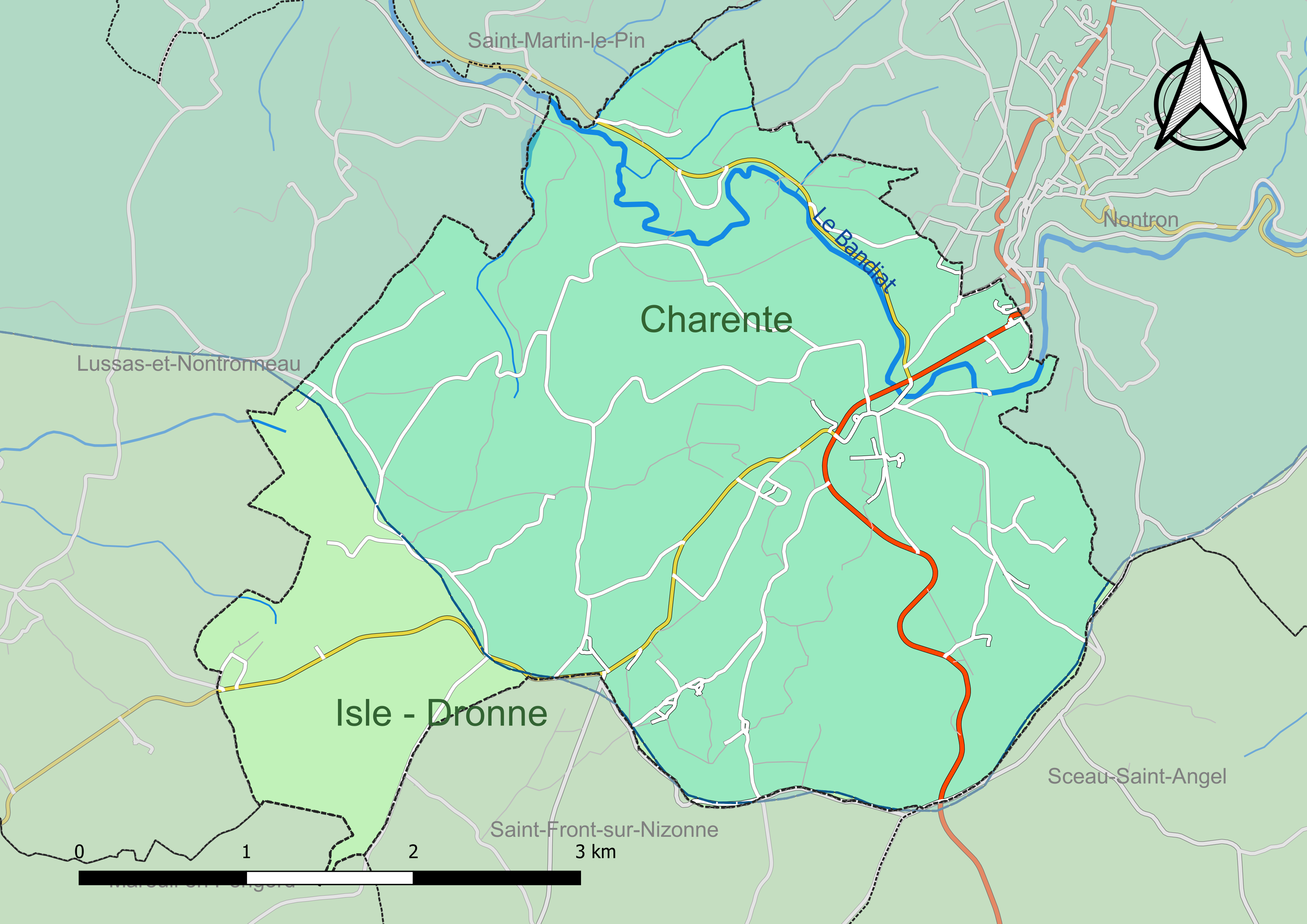
Hydrographische Karte von Saint-Martial-de-Valette

Das Gemeindegebiet von Saint-Martial-de-Valette wird vom Bandiat in anfangs südwestlicher und sodann in nordwestlicher Richtung durchflossen. Der zum Einzugsgebiet der Charente gehörende Fluss macht hier eine bedeutende Richtungsänderung und biegt nach Nordwesten in den Bandiatgraben ein. Rechtsseitig kommen ihm drei kleinere Bäche von den Hochlagen Nontrons entgegen, wobei der letzte (Ruisseau de Vergnes) die Nordwestgrenze zu Saint-Martin-le-Pin bildet. Linksseitig entwässert ein kleiner Bach den Ortskern; er entspringt an einer Quelle unterhalb von Sabouret. Die linksseitige Combe Falide ist ein Trockental. Die Nordwestgrenze des Gemeindegebiets zur Gemeinde Lussas-et-Nontronneau folgt einem linksseitigen Vorfluter des Bandiats, der zu mehreren Weihern aufgestaut wurde.
Der Westen des Gemeindegebiets wird von zwei kleinen Bächen entwässert, die bereits nach Westen in Richtung Nizonne abfließen und somit zum Flusssystem Isle-Dronne gehören.
Die Gesamtlänge des Entwässerungsnetzes in Saint-Martial-de-Valette beträgt 10 Kilometer.

## Geologie

Geologische Karte von Saint-Martial-de-Valette

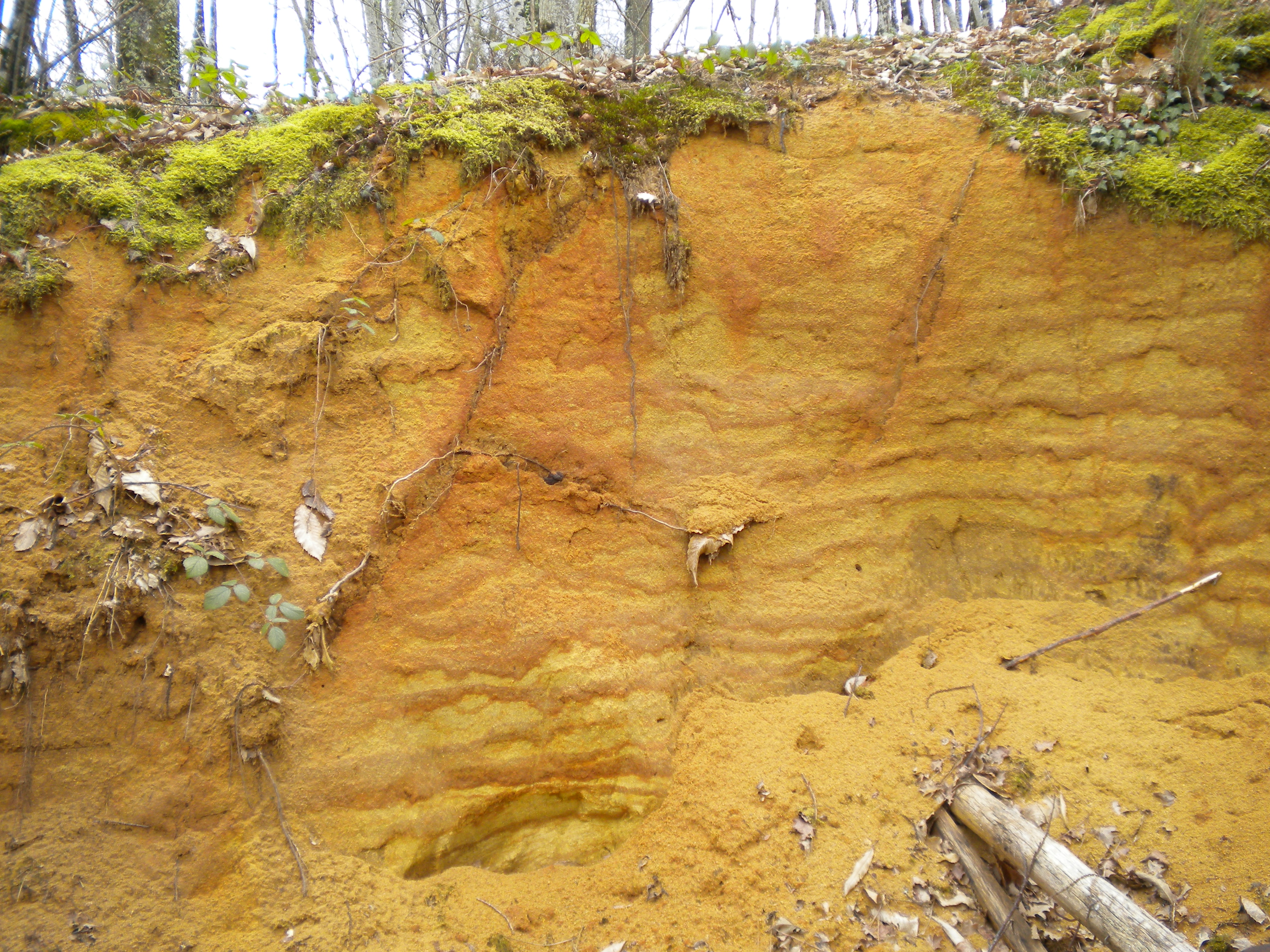
Tertiäre kolluviale Sande mit rhythmischer Wechsellagerung im Süden von Saint-Martial-de-Valette

Der Nordostteil des Gemeindegebiets von Saint-Martial-de-Valette hat noch Anteil am variszischen Grundgebirge des nordwestlichen Massif Central. Von Nontron kommend durchschneidet der Bandiat bis hinter Le Petit Saint-Martin Plagioklas-führende Paragneise (ζ1-2), die aus ehemaligen Grauwacken hervorgegangen sind. Der Nontron-Paragneis hat  den Grad der Anatexis erreicht und zeigt daher stellenweise granitoide Absonderungen (Mikrogranitgänge μγ3-4). Die Foliation der Paragneise ist sehr variabel in ihrer Streichrichtung als auch in ihrem Einfallswinkel und dokumentiert mindestens zwei sich überkreuzende Faltengenerationen. Die Faltung ist sehr schön unterhalb von Le Claud entlang der D 675 aufgeschlossen.
Über das metamorphe Grundgebirge transgredierten vor 200 Millionen Jahren zu Beginn des Juras flachliegende Sedimente des nordöstlichen Aquitanischen Beckens. An der Basis liegt bis zu 30 Meter mächtiger Unterjura, der zwei transgressiven Zyklen zugeordnet werden kann. Der erste Zyklus besteht aus Hettangium der Formation l1-4 (Arkosen, Dolomite und Oolithkalke). Der zweite Zyklus der Formation l5-9 führt Pliensbachium (grobe und dolomitische Sandsteine) und Toarcium (graue, mergelige Tonsteine). Der Unterjura ist in den beiden rechten Seitentälern des Bandiats südlich von Montagenet aufgeschlossen.
Darüber folgen 140 bis 190 Meter an kalkigem Dogger – Oberbajoc, Bathonium, Callovium und Oxfordium – Formationen j1b-2a, j2b, j2-6(a) und j2-6(b). Der Dogger beansprucht beinahe das gesamte Gebiet südlich des Bandiats. Er kann auch rekristallisiert auftreten (Formation jC – Gebiete bei Montagenet, Puyfaiteau und Chabans).
Über dem Dogger existieren noch vereinzelte, dünne Vorkommen von transgressiver Oberkreide (Cenomanium – Formation c1-2), beispielsweise auf den Höhenlagen um Rapevache, bei Le Sorbier und bei Chez Yonnet.
Bei Brissonneau verdecken den Höhenrücken pliozäne bis altpleistozäne Plateausedimente der Formation Fs – Kiese bestehend aus Quarzgeröllen in sandig-toniger Matrix. Große Teile des südlichen Höhenrückens werden ferner von pleistozänem Detritus maskiert (Alluvium der Formation AC im Westen und Kolluvium fluviatilen Ursprungs der Formation ACF im Ostabschnitt). Stellenweise relativ mächtig werdende Tertiärsande wurden in der letzten Eiszeit umgelagert. Die quarzreichen Sande sind aus den Gneisen und Granodioriten des Grundgebirges hervorgegangen. Sie beherbergen die kantonale Mülldeponie.
Mehrere kleinere Störungen durchziehen das Gemeindegebiet, vorwiegend in nordwestlich-südöstlicher und nordöstlich-südwestlicher Richtung. An ihnen wurde das kristalline Grundgebirge treppenartig in Blöcken herausgehoben. Bemerkenswert ist der große Steinbruch bei Sabouret, in dem nach Süden verkippte (Einfallswinkel 10 bis 20°), kryptokristalline Oolithkalke des Oberbajociums und Unterbathoniums anstehen. Sie verdeutlichen nicht nur die Anhebung des Grundgebirges, sondern zeigen sogar interne Überschiebungen, die auf durch die Pyrenäenorogenese verursachte Einengungen zu erklären sind. Die damaligen tektonischen Bewegungen hatten somit auch den Nordostrand des Aquitanischen Beckens noch in Mitleidenschaft gezogen.

## Naturrisiken

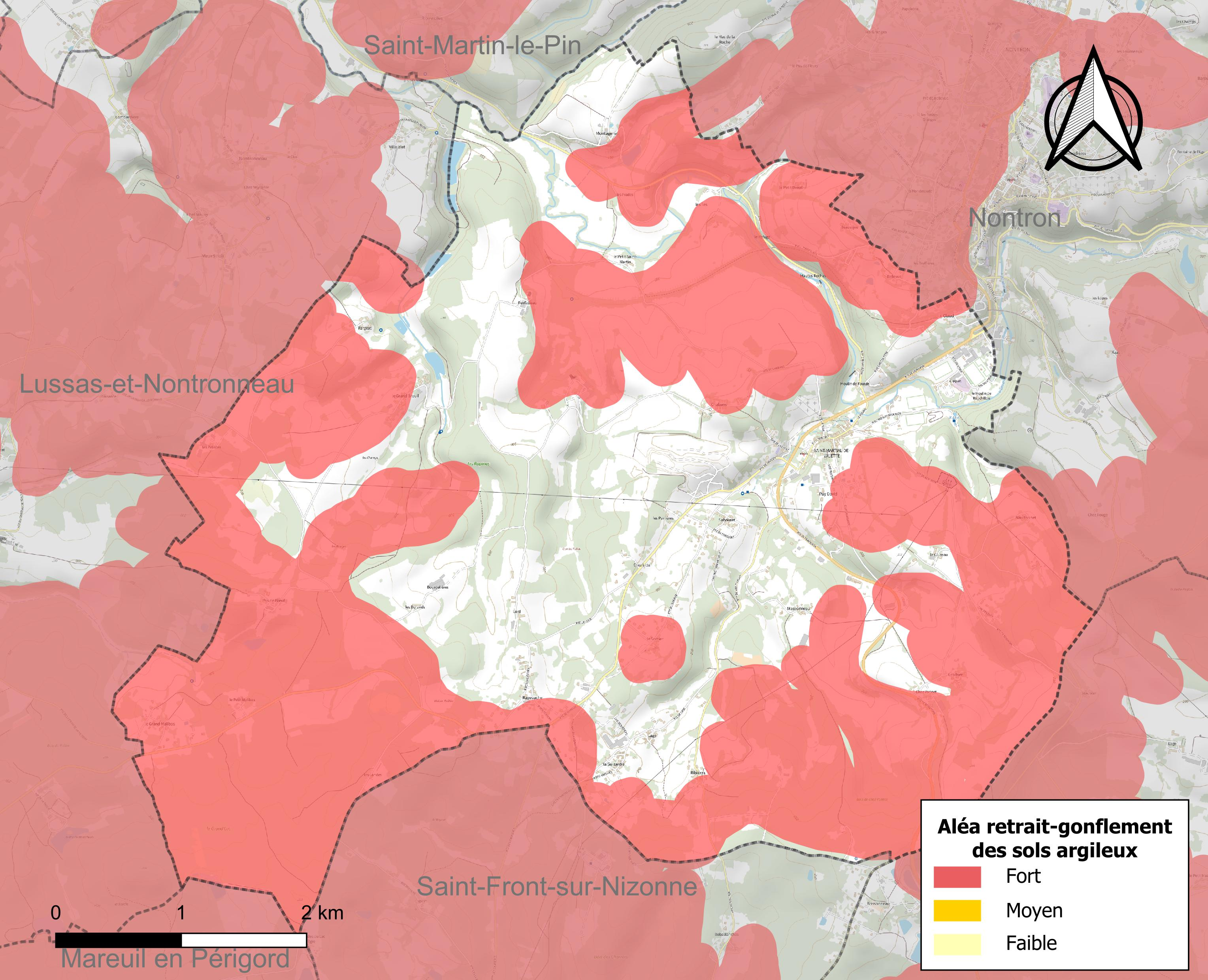
Risikokarte des Quellungs/Schrumpfungsverhältnisses von Tonmineralen in Böden für Saint-Martin-le-Pin

Naturrisiken manifestieren sich in Saint-Martial-de-Valette als
- Überschwemmungen und den mit ihnen assoziierten Schlammströmen und Hangrutschungen entlang der Flussläufe
- Dürren
- Stürme
- Bodensetzungen.

In den Jahren 1982, 1983 und 1999 kam es aufgrund erhöhter Niederschläge zu Überschwemmungen, größeren Bodenbewegungen und Rutschungen (insbesondere 1999).
Dürrejahre waren 1989, 1991, 2003, 2005, 2011 und 2019. In diesen Jahren herrschte erhöhte Waldbrandgefahr.
Ein herausragendes Wintersturmereignis war das Sturmtief Martin im Dezember 1999, das enorme Schäden an den Wäldern und auch an der Infrastruktur hinterließ. Die Zerstörungen in den Wäldern sind selbst im Jahr 2025 noch zu erkennen.
Wie die Risikokarte zeigt, ist Saint-Martial-de-Valette zu 58,5 % seines Gemeindegebietes mittelmäßig bis relativ stark von der Gefahr durch Bodensetzungen betroffen, die Gefahren sind hierbei an die superfiziellen Bodenformationen des gesamten Gemeindegebiets gebunden.
Die Erdbebengefahr ist als relativ niedrig einzustufen, am Westrand des Massif Central sind recht seltene Beben der Stärke 3 auf der Richterskala bekannt.

## Ökologie

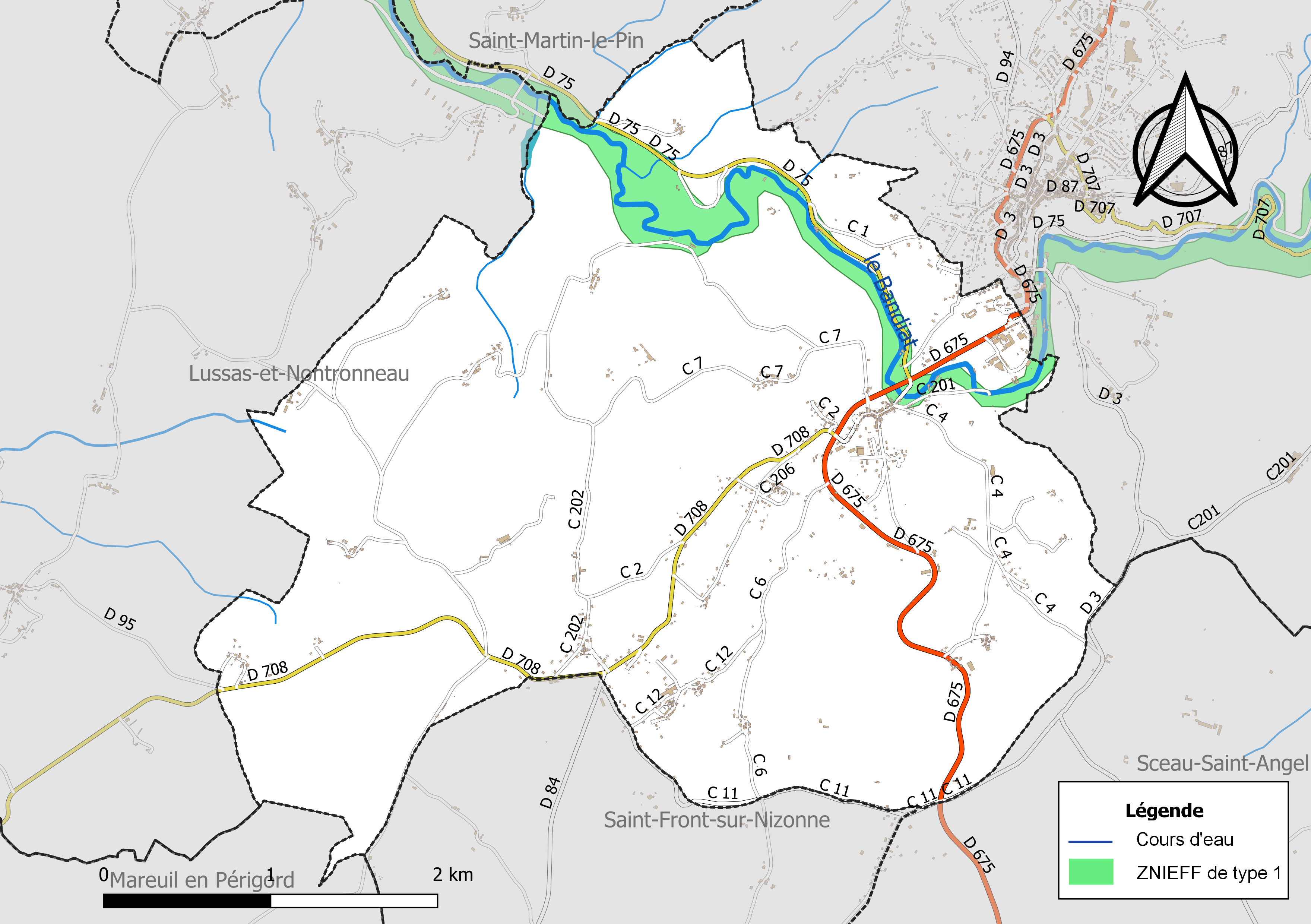
Schutzgebiet des Typus 1

### Naturpark
Die Gemeinde Saint-Martial-de-Valette bildet Teil des Regionalen Naturparks Périgord-Limousin.

### Schutzgebiet
Unter Naturschutz steht das die Gemeinde querende Bandiattal, das als ZNIEFF (Französisch zone naturelle d'intérêt écologique, faunistique et floristique) des Typus 1 unter der Bezeichnung Vallées du réseau hydrographique du Bandiat ausgewiesen ist. Die Flora umfasst über 100 Pflanzenarten mit Großer Odermennig (Agrimonia procera) und Atlantisches Hasenglöckchen (Hyacinthoides non-scripta) als Indikatorpflanzen.

## Geschichte
Ältestes Bauwerk in Saint-Martial-de-Valette ist die romanische Kirche Saint-Martial aus dem 12. Jahrhundert.
Bis 1793 hieß die Gemeinde noch Valette-les-Eaux, ab 1793 dann Saint Martial de Valette. Die jetzige Schreibweise besteht seit 1801.

## Bevölkerungsentwicklung
| Jahr | Einwohner |  |
| 1962 | 841       |  |
| 1968 | 806       |  |
| 1975 | 788       |  |
| 1982 | 747       |  |
| 1990 | 855       |  |
| 1999 | 790       |  |
| 2005 | 819       |  |
| 2006 | 841       |  |
| 2007 | 846       |  |
| 2010 | 831       |  |
| 2015 | 802       |  |
| 2016 | 791       |  |
| 2017 | 789       |  |
| 2018 | 793       |  |
| 2019 | 796       |  |
| 2020 | 800       |  |
| 2022 | 801       |  |

Quelle: INSEE
Die Bevölkerung von Saint-Martial-de-Valette ist seit den 1960ern unter leichten Fluktuationen mehr oder weniger konstant.
Die Gemeinde hatte ihre höchste Bevölkerung im Jahr 1800 mit 1166 Einwohnern.
Bei einer Fläche von 15,71 Quadratkilometer beträgt die Bevölkerungsdichte 51 Einwohner/km². Sie ist hinter Nontron und Piégut-Pluviers die dritthöchste im Kanton Périgord Vert Nontronnais.

## Bürgermeister
Bürgermeister von Saint-Martial-de-Valette ist seit März 2014 der der PCF angehörende Alain Lagorce, wiederbestätigt im Mai 2020.

## Präsidentschaftswahlen 2022
| Kandidaten                       | Kandidaten            | Parteien                      | Parteien            | 1. Wahlgang | 1. Wahlgang | 2. Wahlgang | 2. Wahlgang |
| Kandidaten                       | Kandidaten            | Parteien                      | Parteien            | Stimmen     | %           | Stimmen     | %           |
| -------------------------------- | --------------------- | ----------------------------- | ------------------- | ----------- | ----------- | ----------- | ----------- |
|                                  | Emmanuel Macron       | En marche !                   | EM                  | 128         | 27,01 %     | 229         | 52,40 %     |
|                                  | Marine Le Pen         | Front national                | FN                  | 136         | 28,69 %     | 208         | 47,60 %     |
|                                  | Jean-Luc Mélenchon    | Front de gauche               | FDG                 | 90          | 18,99 %     |             |             |
|                                  | Éric Zemmour          | Reconquête                    |                     | 11          | 2,32 %      |             |             |
|                                  | Valérie Pécresse      | Les Républicains              | LR                  | 18          | 3,80 %      |             |             |
|                                  | Jean Lassalle         | Résistons !                   | R                   | 32          | 6,75 %      |             |             |
|                                  | Anne Hidalgo          | Parti socialiste              | PS                  | 11          | 2,32 %      |             |             |
|                                  | Fabien Roussel        | Parti communiste français     | PC                  | 12          | 2,53 %      |             |             |
|                                  | Nicolas Dupont-Aignan | Debout la République          | DLR                 | 11          | 2,32 %      |             |             |
|                                  | Yannick Jadot         | Europe Écologie-Les Verts     | EELV                | 19          | 4,01 %      |             |             |
|                                  | Nathalie Arthaud      | Lutte Ouvrière                | LO                  | 2           | 0,42 %      |             |             |
|                                  | Philippe Poutou       | Nouveau Parti anticapitaliste | NPA                 | 4           | 0,84 %      |             |             |
|                                  |                       |                               |                     |             |             |             |             |
| Gesamt                           | Gesamt                | Gesamt                        | Gesamt              | 474         | 100 %       | 437         | 100 %       |
|                                  |                       |                               |                     |             |             |             |             |
| Gültige Stimmen                  | Gültige Stimmen       | Gültige Stimmen               | Gültige Stimmen     | 474         | 98,34 %     | 437         | 90,85 %     |
| Ungültige Stimmen                | Ungültige Stimmen     | Ungültige Stimmen             | Ungültige Stimmen   | 8           | 1,66 %      | 44          | 9,15 %      |
| Wahlbeteiligung                  | Wahlbeteiligung       | Wahlbeteiligung               | Wahlbeteiligung     | 482         | 74,96 %     | 481         | 74,92 %     |
| Enthaltungen                     | Enthaltungen          | Enthaltungen                  | Enthaltungen        | 161         | 25,04 %     | 161         | 25,08 %     |
| Registrierte Wähler              | Registrierte Wähler   | Registrierte Wähler           | Registrierte Wähler | 643         |             | 642         |             |
|                                  |                       |                               |                     |             |             |             |             |
| Quelle: Ministère de l'Intérieur |                       |                               |                     |             |             |             |             |

Die Präsidentschaftswahlen 2022 in Saint-Martial-de-Valette konnte Emmanuel Macron für sich entscheiden.

## Wirtschaft und Infrastruktur

### Beschäftigungslage
Anhand der statistischen Erhebung von 1999 waren 43,1 % der Bevölkerung erwerbstätig, 28,7 % im Ruhestand, 19,4 % in schulischer Ausbildung und 8,8 % arbeitslos. Die Erwerbstätigen unter den 15- bis 64-Jährigen machen 86 % aus, was über dem nationalen Durchschnitt von 82,2 % liegt. Im Jahr 2015 waren die Erwerbstätigen auf 384 Personen (47,9 % der Gesamtbevölkerung) angewachsen, aber auch die Zahl der Arbeitslosen hatte sich auf 48 Personen (12,5 % der Erwerbstätigen) erhöht.

### Unternehmen
Neben zahlreichen kleineren Firmen (Kfz-Reparaturwerkstätten, Reifenhändler, Tankstelle, Baustofflieferant, Spediteur, Möbelfabrikant, Bäckereien, Gaststätte etc.) sind in Saint-Martial-de-Valette ein metallverarbeitender Betrieb und ein Käseproduzent als größere Unternehmen zu nennen.
Am 31. Dezember 2015 waren insgesamt 75 Unternehmen in Saint-Martial-de-Valette ansässig, davon 33 im Sektor Handel, Transport oder Dienstleistungen, 18 im Baugewerbe, 13 in der Industrie, 7 in Landwirtschaft, Forsten und Fischerei und 4 im Sektor Verwaltung, Bildung, Gesundheit oder Soziales.

## Sehenswürdigkeiten
- Die romanische Kirche Saint-Martial aus dem 12. Jahrhundert, seit 1942 als Monument historique eingeschrieben
- Die romanische Kirche von Le Petit Saint-Martin
- Schloss Montcheuil aus dem 15. Jahrhundert
- Schloss Puyfaiteau
- Herrenhaus von Le Claud, erstmals erwähnt im Jahr 1665.

## Photogalerie

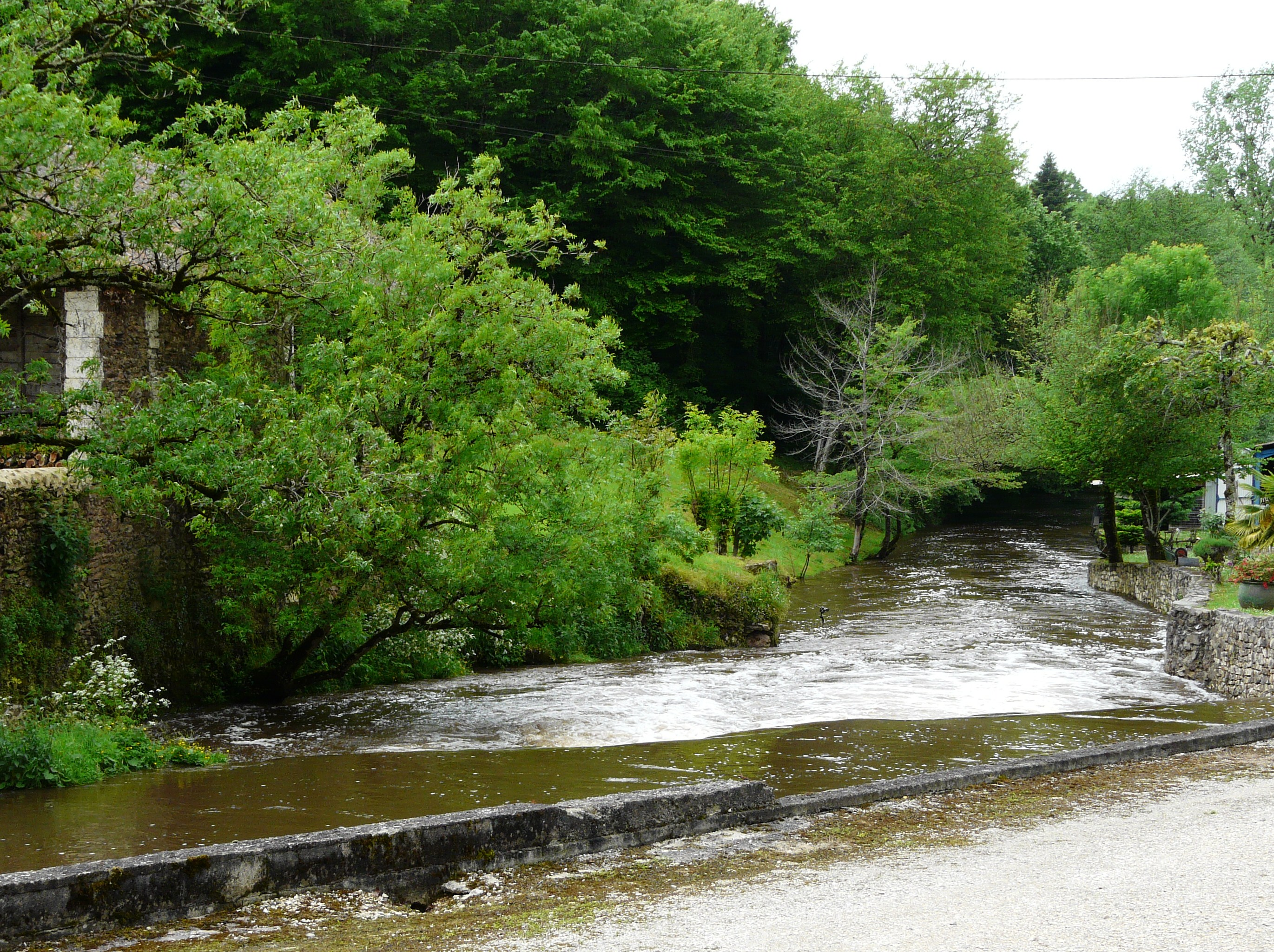
Der Bandiat bei Hautes Roches
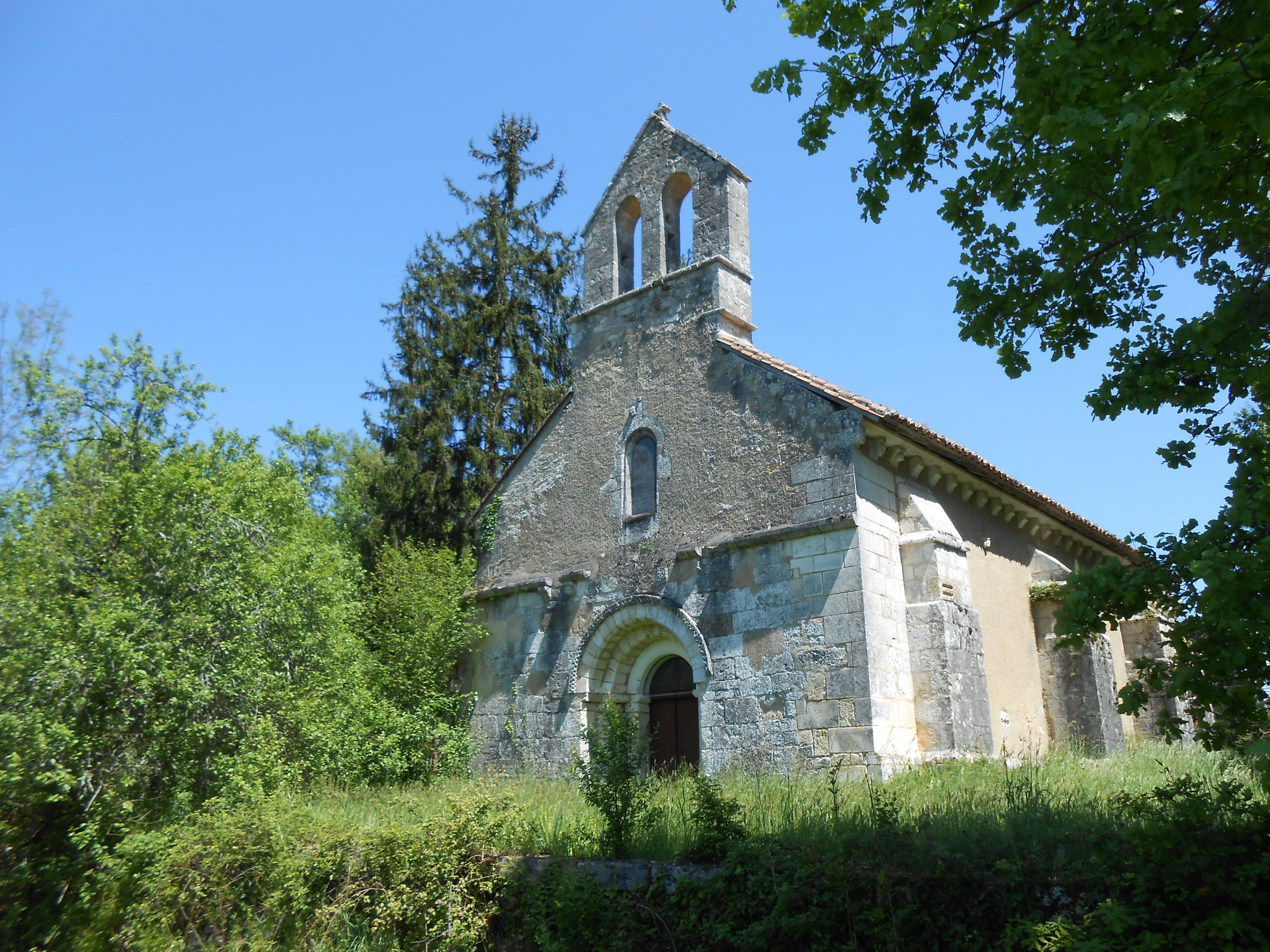
Die Kirche von Le Petit Saint Martin
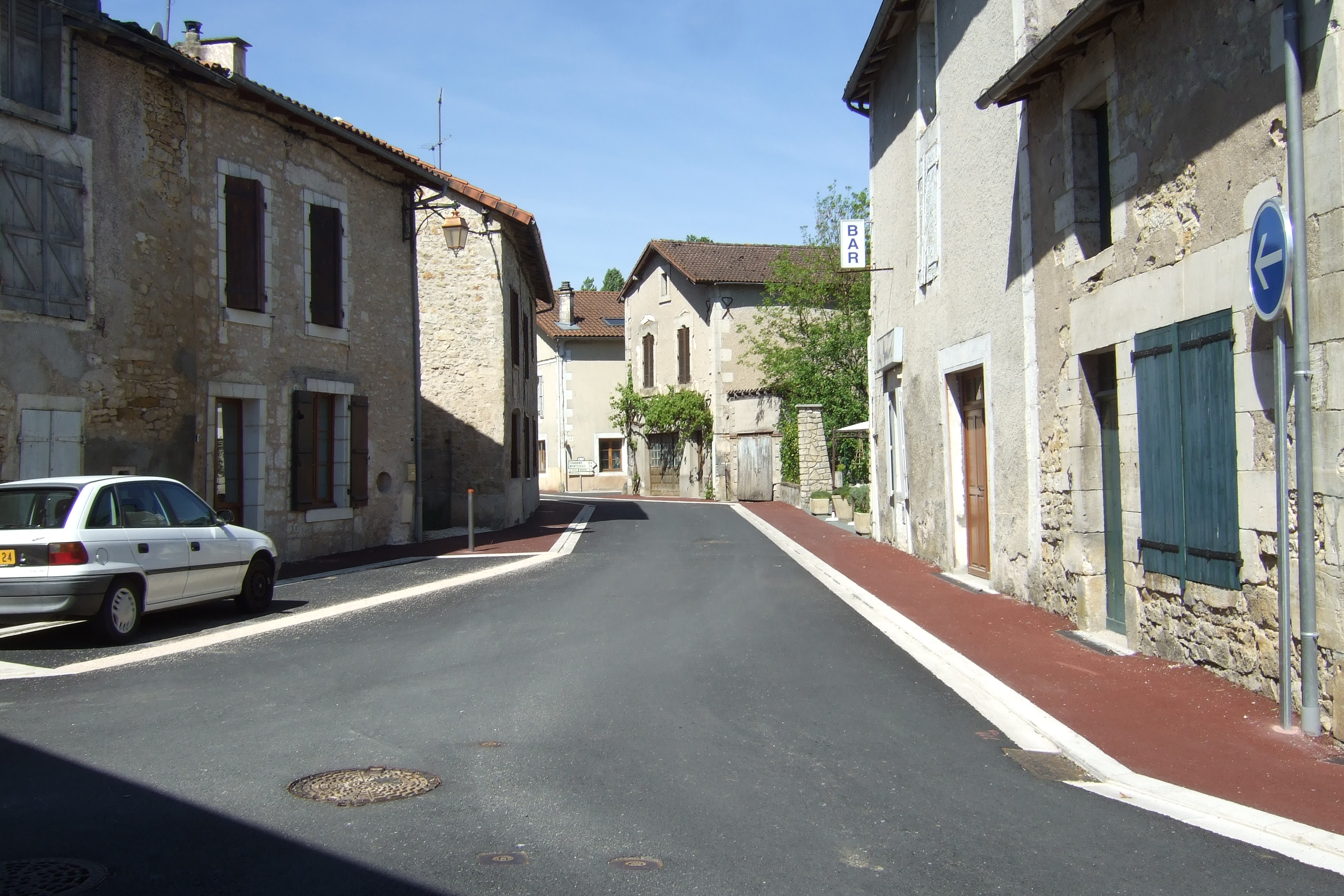
Ortszentrum von Saint-Martial-de-Valette
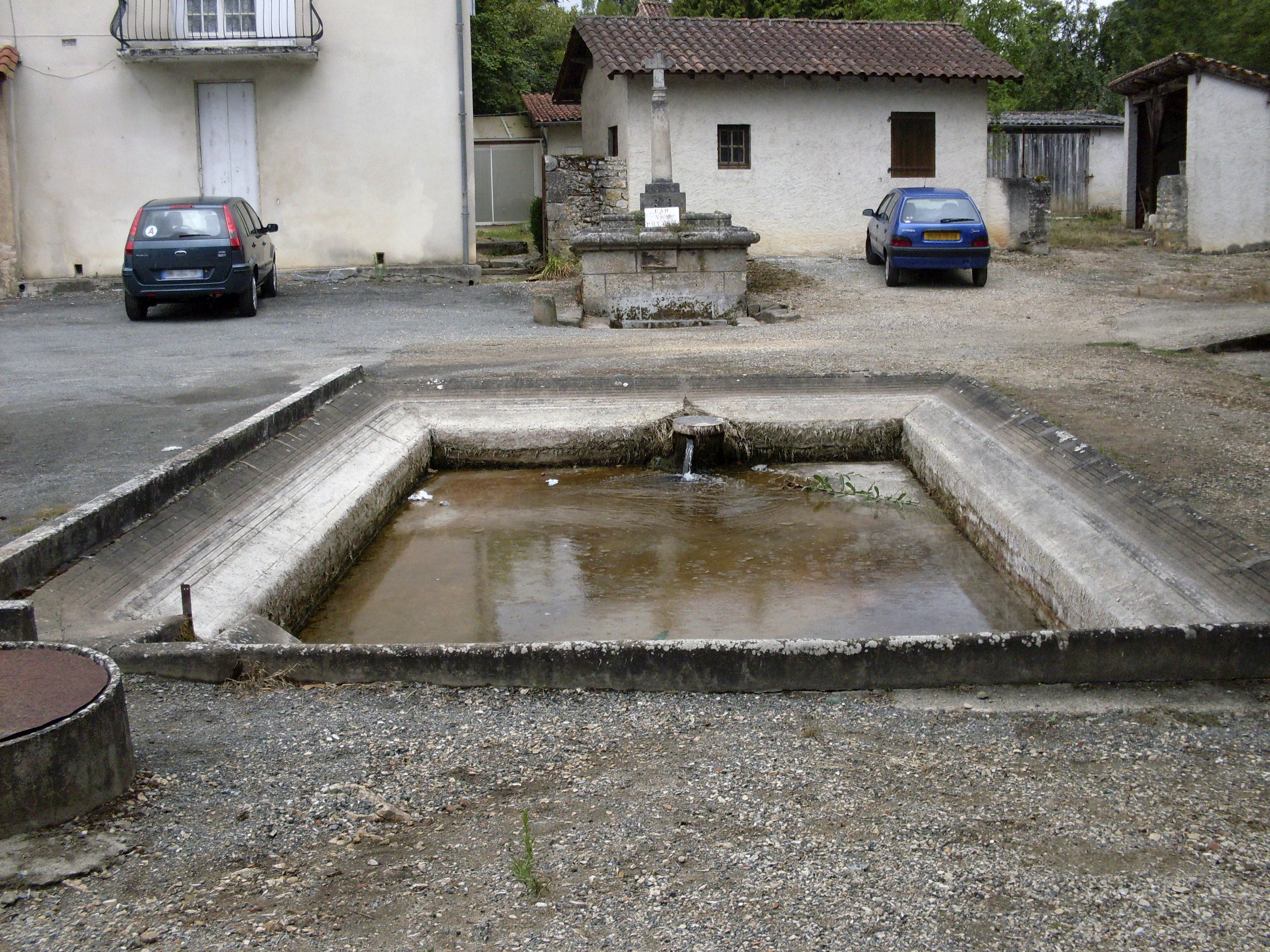
Waschbecken im Ortskern von Saint-Martial-de-Valette
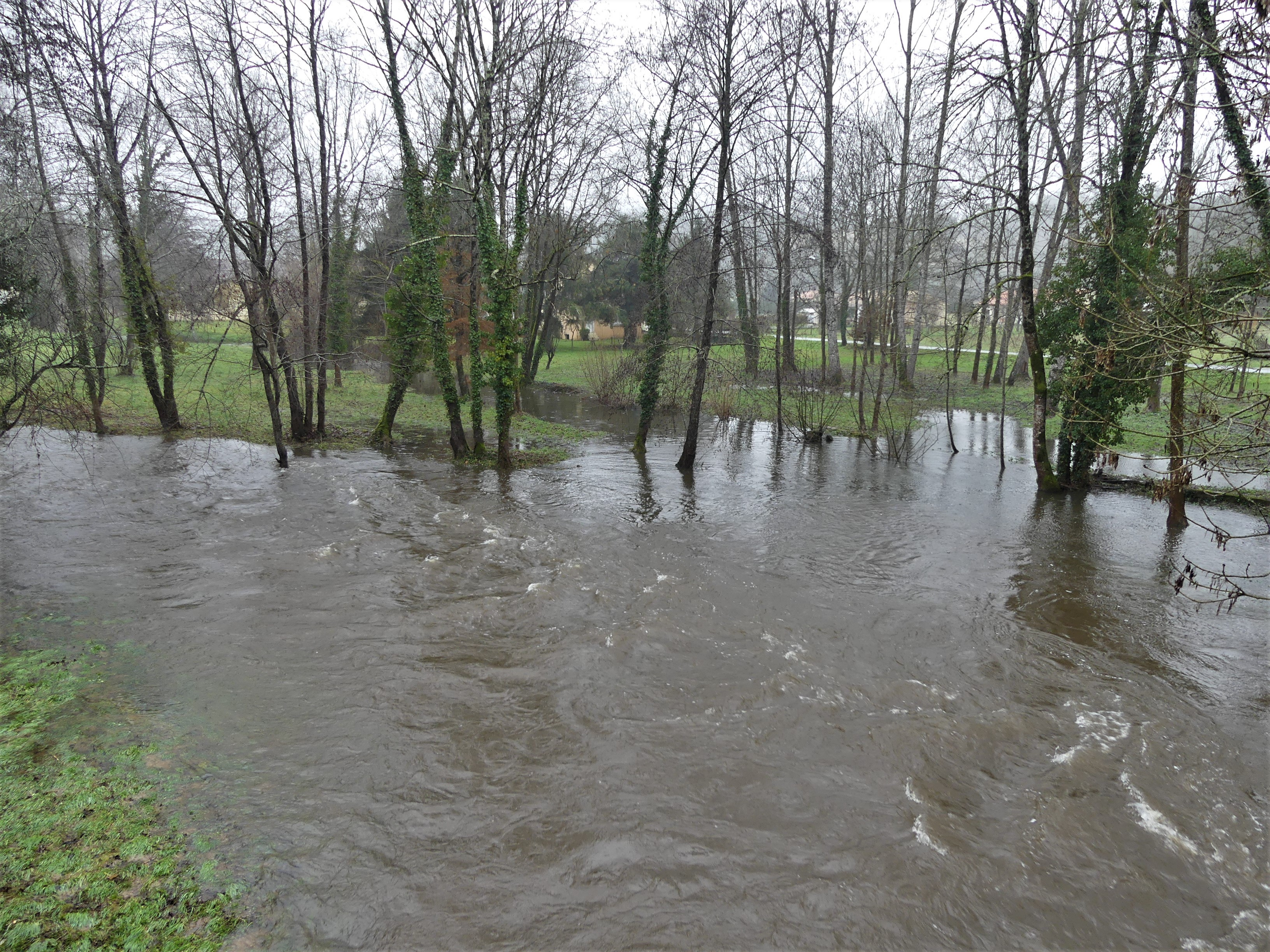
Hochwasser des Bandiats im Januar
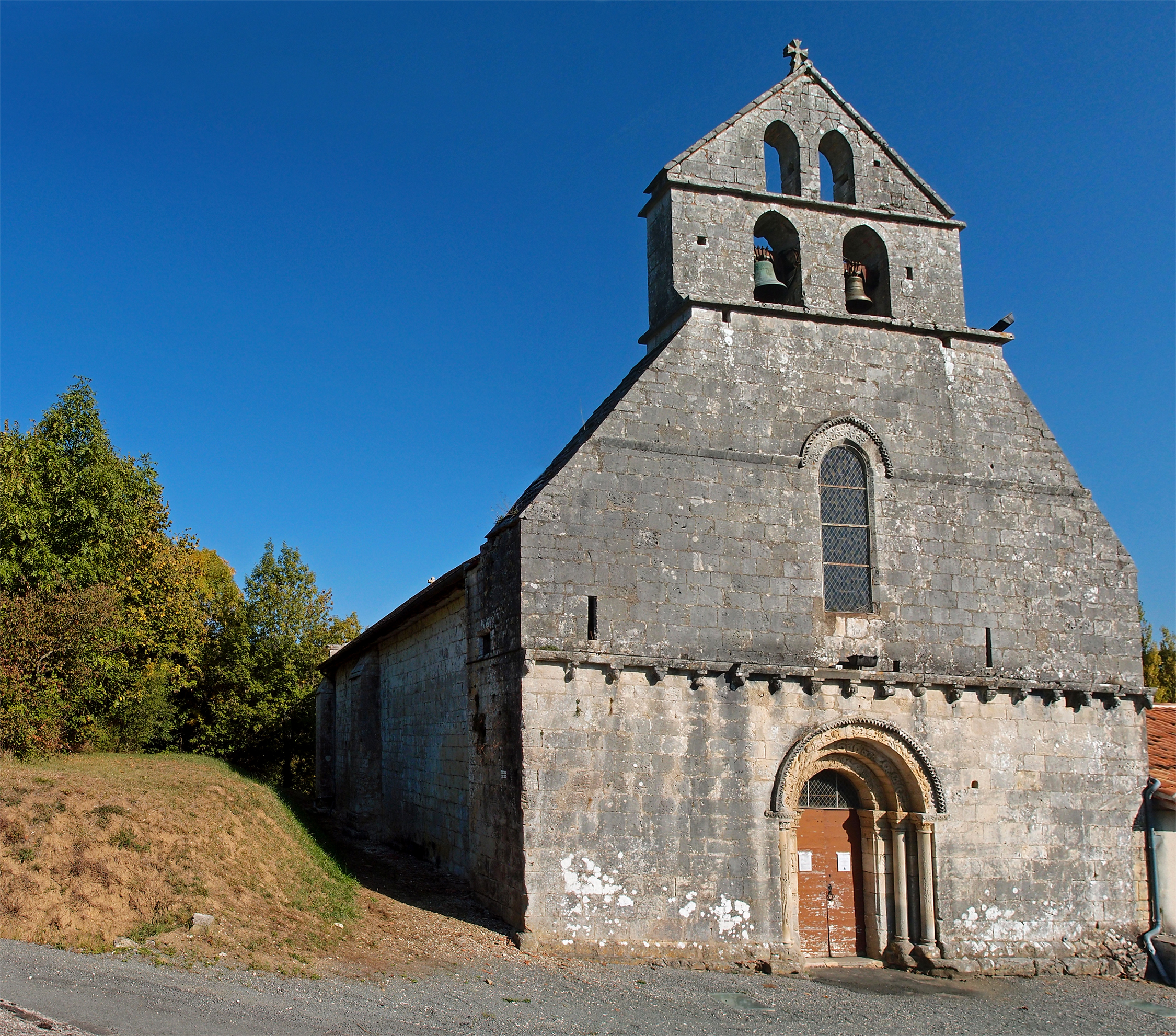
Die Kirche Saint-Martial
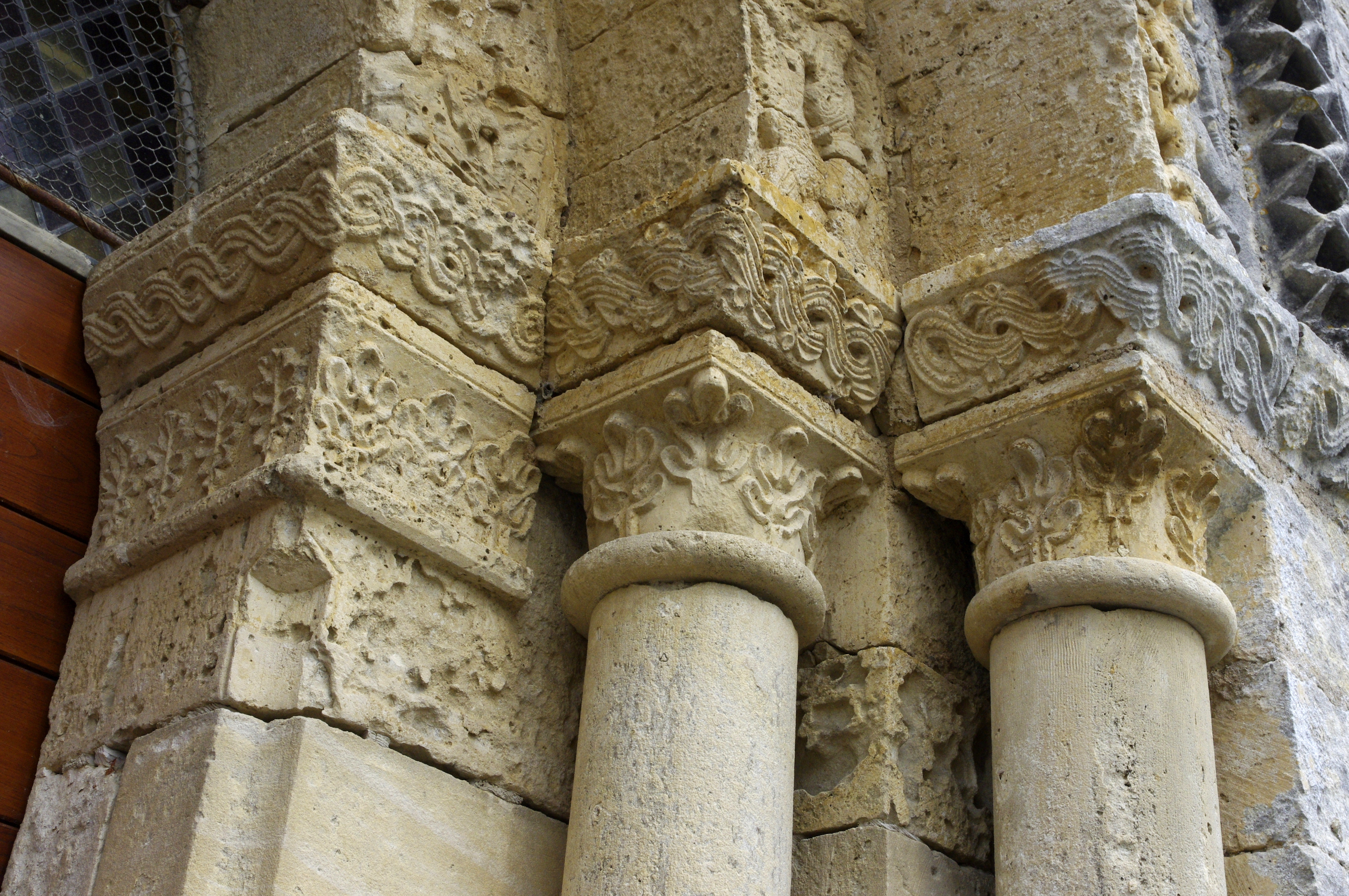
Kapitelle am Eingangsportal von Saint-Martial
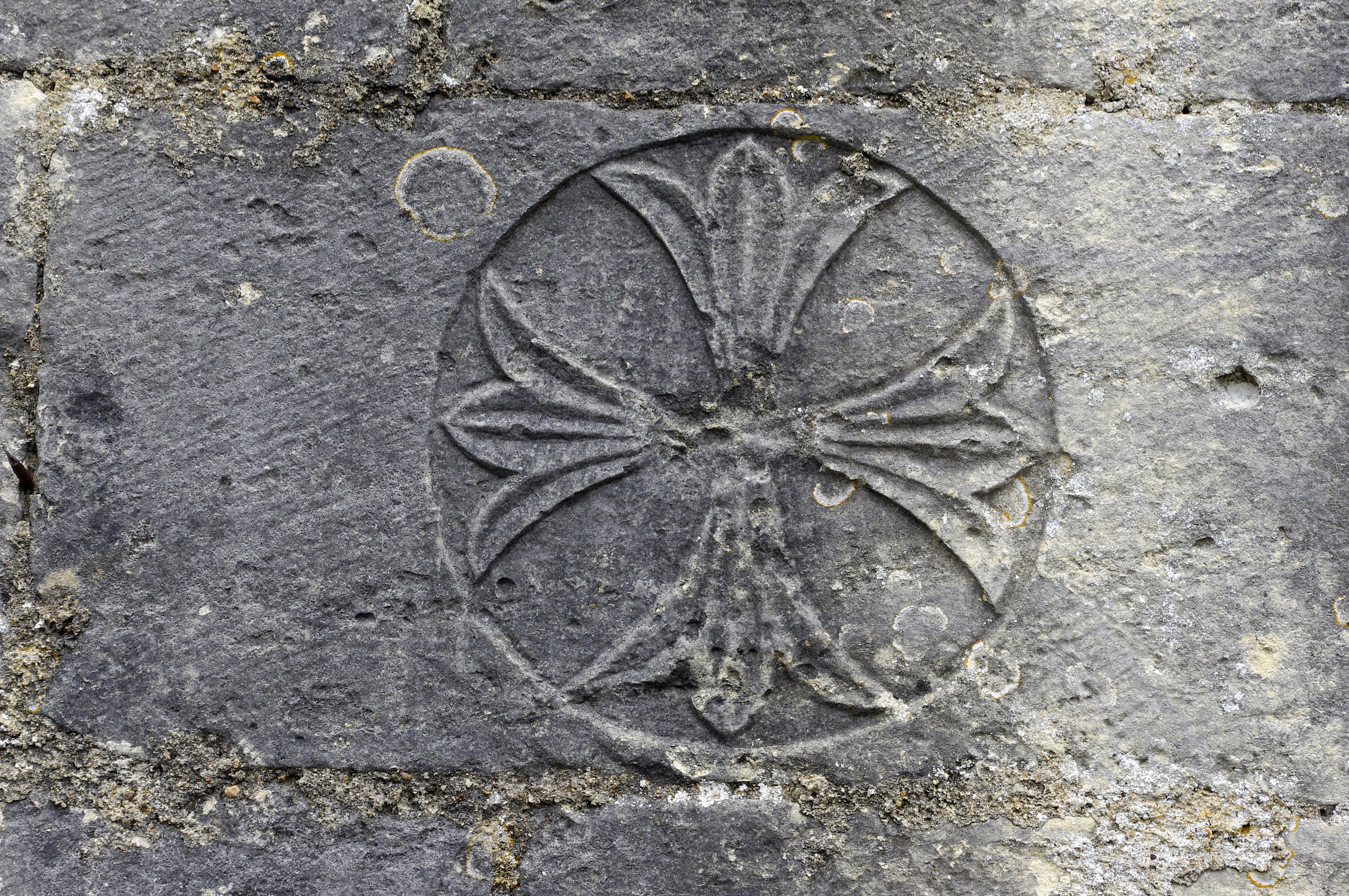
Gravur linkerhand des Eingangsportals von Saint-Martial
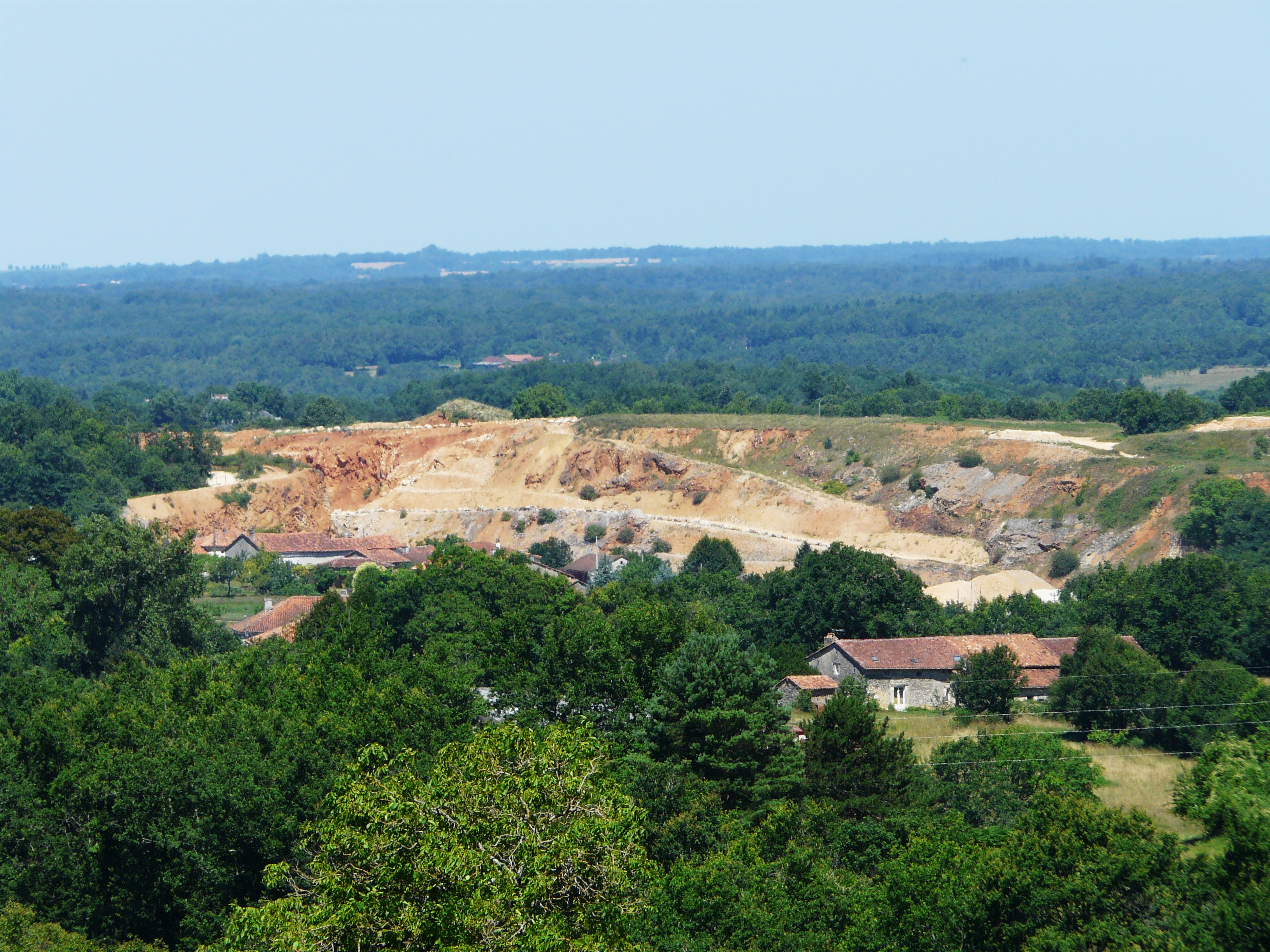
Der Kalksteinbruch bei Sabouret
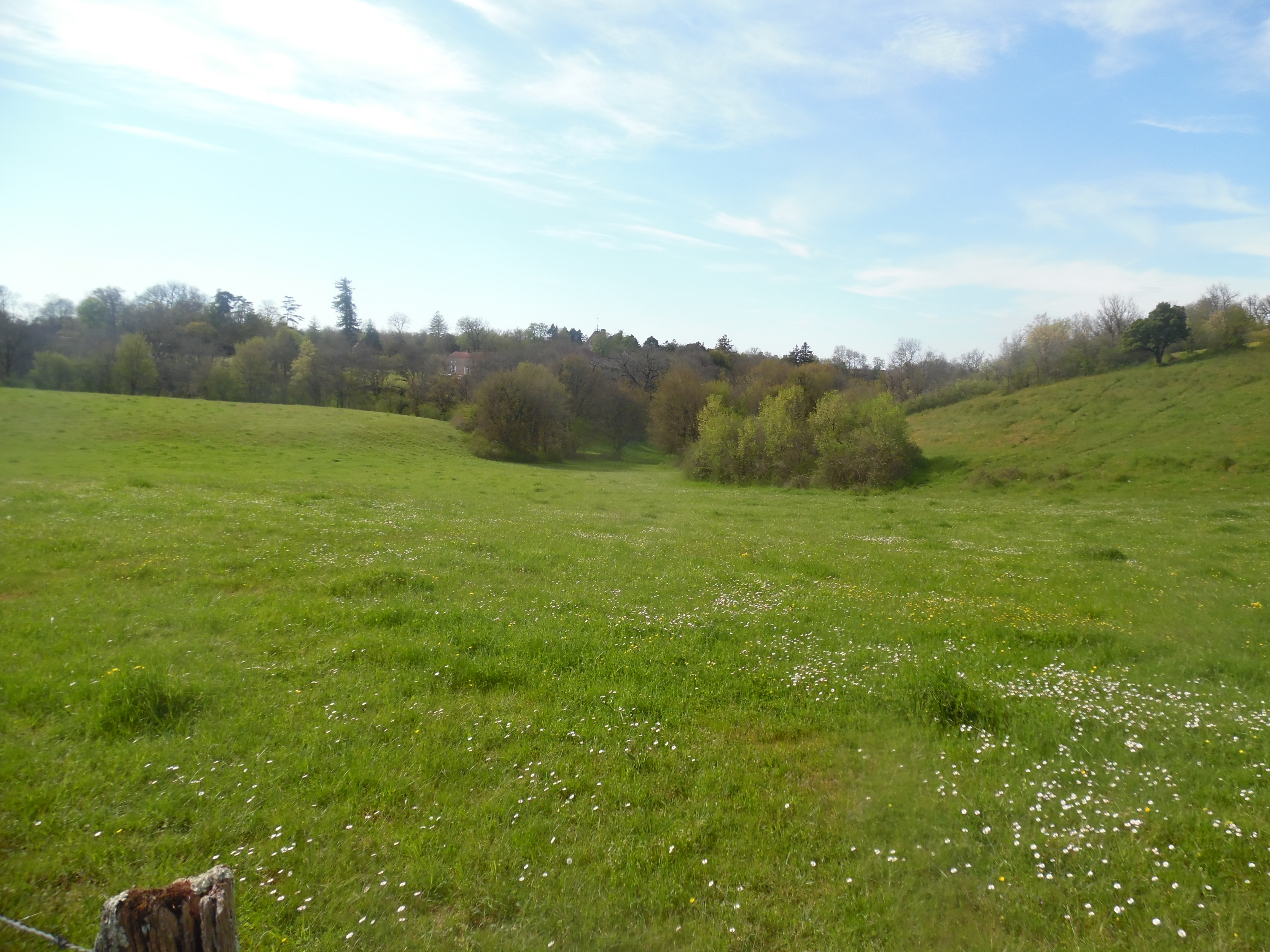
Blick ins Trockental Combe Falide beim Schloss Montcheuil
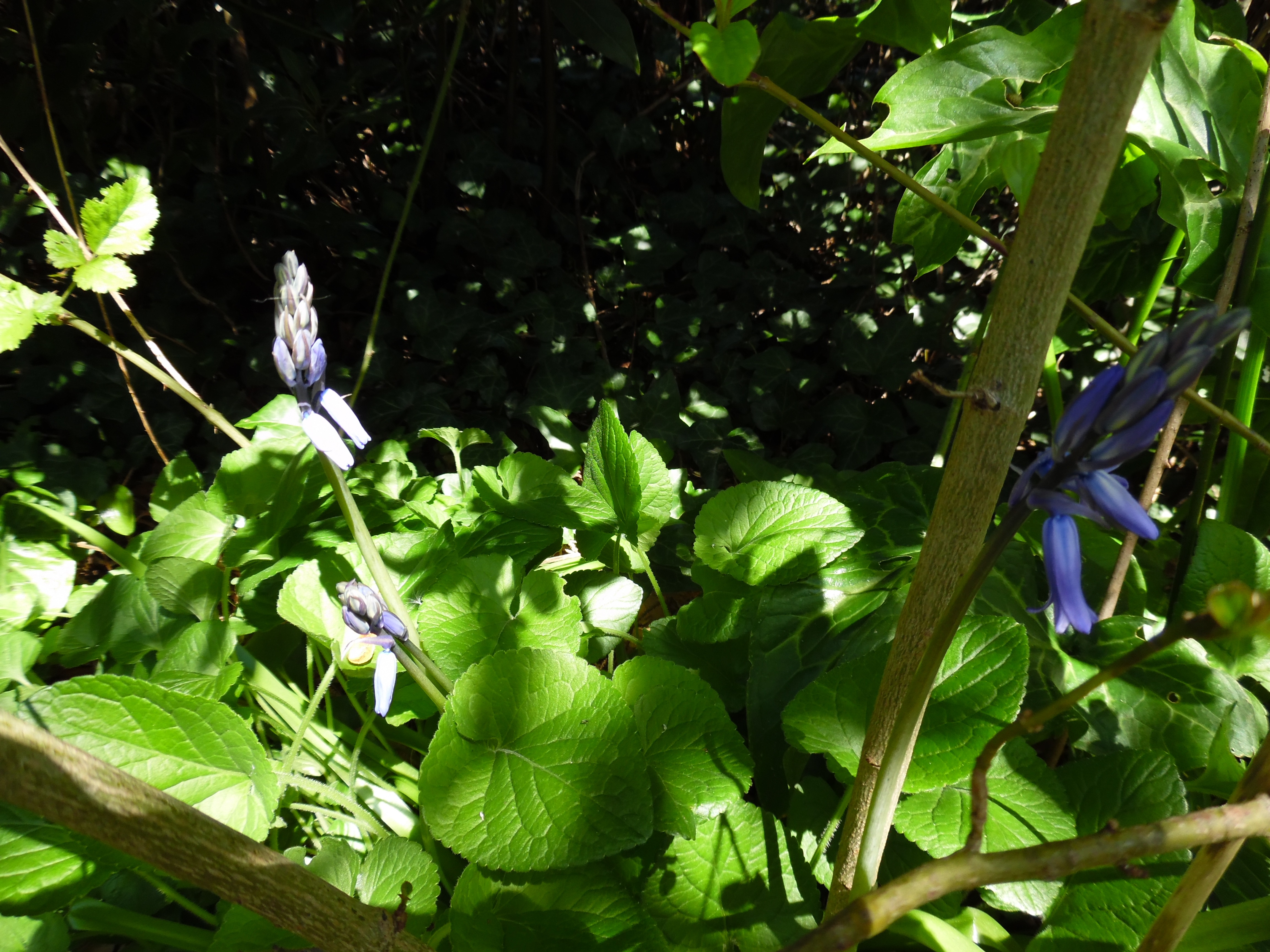
Atlantisches Hasenglöckchen Hyacinthoides non-scripta